# Jannis Bischof
Jannis Bischof (* 1978) ist ein deutscher Wirtschaftswissenschaftler und Professor für Betriebswirtschaftslehre. Er ist Lehrstuhlinhaber der Professur für allgemeine Betriebswirtschaftslehre und Unternehmensrechnung der Universität Mannheim.

## Leben
Jannis Bischof absolvierte 1998 sein Abitur an der Kieler Gelehrtenschule und nahm anschließend sein Studium der Betriebswirtschaftslehre an der Universität Passau auf. Nach einem Auslandsaufenthalt 2001 an der Universität Lund, Schweden, wechselte Jannis Bischof zum Hauptstudium an die Universität Mannheim und schloss dort im Jahr 2004 sein Studium der Betriebswirtschaftslehre als Diplom-Kaufmann ab. Er war dort der Jahrgangsbeste. Von 2004 bis 2008 promovierte er bei Jens Wüstemann an der Universität Mannheim. Während seiner Promotion absolvierte er zwei Forschungsaufenthalte an der Harvard University und an der „ESSEC Business School“ in Paris. Jannis Bischof war von 2009 bis 2012 Postdoktorand an der Universität Mannheim sowie von 2012 bis 2013 an der University of Chicago Booth School of Business. Im Anschluss war er von 2013 bis 2014 Gastprofessor an der University of Chicago Booth School of Business. Er übernahm von Juni 2014 bis 2015 die Helaba-Stiftungsprofessur für Finance & Accounting an der Goethe-Universität Frankfurt. Jannis Bischof ist seit August 2015 Lehrstuhlinhaber der Professur für ABWL und Unternehmensrechnung der Universität Mannheim. Zudem unterrichtet Jannis Bischof an der Mannheim Business School, dem organisatorischen Dach für Management-Weiterbildung der Universität Mannheim. Er ist darüber hinaus Research Fellow am Leibniz-Institut für Finanzmarktforschung SAFE und Mit-Herausgeber des Journal of Business Economics. Seit 2017 ist er Vorsitzender der Prechel-Stiftung und damit Vorsitzender der Gesellschafterversammlung der Mannheim Business School, deren Aufsichtsgremium und Finanzausschuss er leitet. Jannis Bischof ist neben seiner akademischen Tätigkeit Mitglied der European Financial Reporting Advisory Group.

## Forschungsschwerpunkte
Jannis Bischofs Forschungsschwerpunkte liegen auf den Gebieten des Financial Reporting and Disclosure, Empirical Accounting Research, Accounting for Financial Instruments und Financial Institutions.

## Auszeichnungen
Jannis Bischof erhielt folgende Auszeichnungen:
- Best Conference Paper Award, Jahrestagung des Verbandes der Hochschullehrer für Betriebswirtschaft e. V., 2016[11]
- GARP Risk Management Best Paper Award, European Financial Management Association, 2015
- Best Teaching Award (M.Sc.), Goethe University Frankfurt, 2015
- IAAER/KPMG Research Grants, Informing the IASB Decision Process, 2010 and 2013
- Best Dissertation Award, Ernst & Young Foundation, 2009
- Best Paper Award, Hessian Foundation of Auditors, 2006
- Award for the Best Diploma in Business Administration, Prechel Foundation, 2005
- Stipendiat der Studienstiftung des Deutschen Volkes, 1999–2004

## Publikationen (Auswahl)
- Jannis Bischof, Holger Daske, Ferdinand Elfers, Luzi Hail: A Tale of Two Supervisors: Compliance with Risk Disclosure Regulation in the Banking Sector. In: Contemporary Accounting Research. Band 39, Nr. 1, 2022, S. 498–536, doi:10.1111/1911-3846.12715.
- Jannis Bischof, Philipp Dörrenberg, Davud Rostam-Afschar, Dirk Simons, Johannes Voget: The German Business Panel: Insights on Corporate Taxation and Accounting during the COVID-19 Pandemic. In: TRR 266 Accounting for Transparency Working Paper Series. Nr. 46, 2021, doi:10.2139/ssrn.3777306.
- Jannis Bischof, ChristianLaux, Christian Leuz: Accounting for financial stability: Bank disclosure and loss recognition in the financial crisis. In: Journal of Financial Economics. Band 41, Nr. 3, 2021, doi:10.1016/j.jfineco.2021.05.016.
- Kirstin Becker, Jannis Bischof, Holger Daske: IFRS: Markets, Practice, and Politics. In: Foundations and Trends in Accounting. Band 15, Nr. 1–2, 2021, S. 1–262, doi:10.1561/1400000055.
- Jannis Bischof, Holger Daske, Christoph J. Sextroh: Why Do Politicians Intervene in Accounting Regulation? The Role of Ideology and Special Interests. In: Journal of Accounting Research. Band 58, Nr. 3, 2020, S. 589–642, doi:10.1111/1475-679x.12300.
- Jannis Bischof, Daniel Foos, Jan Riepe: Does Greater Transparency Discipline the Loan Loss Provisioning of Privately Held Banks? In: Deutsche Bundesbank Discussion Paper. Nr. 40, 2020, doi:10.2139/ssrn.3669518.
- Jannis Bischof, Holger Daske: Interpreting the European Union’s IFRS Endorsement Criteria: The Case of IFRS 9. In: Accounting in Europe. Band 13, Nr. 2, 2016, S. 129–168, doi:10.1080/17449480.2016.1210181.
- Elizabeth A. Gordon, Jannis Bischof, Holger Daske, Paul Munter, Chika Saka, Kimberly J. Smith, Elmar R. Venter: The IASB's Discussion Paper on the Conceptual Framework for Financial Reporting: A Commentary and Research Review. In: Journal of International Financial Management and Accounting. Band 26, Nr. 1, 2015, S. 72–110.[12]
- Jannis Bischof: Identifying Disclosure Incentives of Bank Borrowers During a Banking Crisis. In: Journal of Accounting Research. Band 52, Nr. 2, 2014, ISSN 1475-679X, S. 583–598.
- Jannis Bischof, Holger Daske, Christoph Sextroh: Fair Value-related Information in Analysts’ Decision Processes: Evidence from the Financial Crisis. In: Journal of Business Finance & Accounting. Band 41, Nr. 3–4, 2014, ISSN 1475-679X, S. 363–400.
- Jannis Bischof, Michael Ebert: IFRS 7 Disclosures and Risk Perception of Financial Instruments. In: Schmalenbach Business Review. Band 66, Nr. 3, November 2009 (ssrn.com).
- Jannis Bischof, Holger Daske: Mandatory disclosure, voluntary disclosure, and stock market liquidity: Evidence from the EU bank stress tests. In: Journal of Accounting Research. Band 51, Nr. 5, 2013, ISSN 1475-679X, S. 997–1029.
- Jens Wüstermann, Jannis Bischof: Eigenkapital im nationalen und internationalen Bilanzrecht: Eine ökonomische Analyse. In: Zeitschrift für das gesamte Handelsrecht und Wirtschaftsrecht. Band 175, Heft 2/3. Verl. Recht und Wirtschaft, 2011, ISSN 0044-2437, S. 210–246.
- Jannis Bischof: The effects of IFRS 7 adoption on bank disclosure in Europe. In: Accounting in Europe. Band 6, Heft 2. Routledge, Taylor & Francis, 2009, ISSN 1744-9480, S. 167–194 (englisch).
- Jens Wüstermann, Jannis Bischof: Der Grundsatz der Fair-Value-Bewertung von Schulden nach IFRS: Zweck, Inhalte und Grenzen. In: Zeitschrift für Betriebswirtschaft. Band 76, Heft 6. Gabler, 2006, ISSN 0044-2372, S. 77–110.
- Jannis Bischof: Makrohedges in Bankbilanzen nach GoB und IFRS. IdW-Verl., Düsseldorf 2006, ISBN 978-3-8021-1220-1.